# الاشتباكات الحدودية الأرمنية الأذربيجانية (2020)
بدأت الاشتباكات الحدودية الأرمنية الأذربيجانية في 12 يوليو 2020، بين القوات المسلحة الأرمنية والقوات المسلحة الأذربيجانية، إثر اندلاع مناوشات أولية بالقرب من قرية موسس الحدودية في محافظة تاووش في أرمينيا، وقرية آق دام التابعة لرايون تووز في أذربيجان المحاذية للحدود الدولة الأرمنية. ثم استؤنفت المناوشات في 13 يوليو، بدرجات متفاوتة من حيث الشدة، حيث أسفرت عن مقتل ما لا يقل عن 16 عسكريًا ومدني واحد. ومن بين الضحايا العسكريين الأذربيجانيين لواء واحد، وعقيد واحد، وعسكريان برتبة رائد، بينما أعلنت حكومة أرمينيا عن مقتل رائد ونقيب ورقيبين.
قتل لواءان للقوات المسلحة الأذربيجانية بولاد هاشموف وعقيد إلقار ميرزاييف في القتال بين القوات المسلحة الأذربيجانية و القوات المسلحة الأرمنية في قطاع الحدود الدولية بين منطقة توفوز بأذربيجان ومحافظة تاووش بأرمنية في 14 يوليو عام 2020.

وتشير التقارير إلى أن الأسلحة الرئيسية التي استخدمها الطرفان في المناوشات تمثلت بالمدفعية والطائرات من دون طيار، ولم يزج أي طرف منهما بالمشاة في هذه الاشتباكات التي استؤنفت في 27 سبتمبر 2020، إثر اندلاع اشتباكات مرتفعات قرة باغ.

## الخلفية
المسألة الرئيسية التي كانت صلب النزاع بين الطرفين هي صراع ناغورنو كاراباخ الذي شهد تصعيدًا وصل إلى حرب ناغورنو كاراباخ الأولى بين عامي 1988 و1994، بين الأغلبية من أصحاب الإثنية الأرمنية في ناغورنو كاراباخ الذين كانت أرمينيا تدعمهم، وجمهورية أذربيجان. مع نهاية الحرب في عام 1994، كان الأرمن يسيطرون بصورة تامة على الجيب الداخلي (باستثناء مقاطعة شاهوميان)، إضافة إلى مناطق أذربيجان التي تربط الجيب الداخلي بأرمينيا. وقع وقف لإطلاق النار، بروتوكول بيشكيك، بوساطة روسية في شهر مايو من عام 1944، إلا أن خروقات كثيرة للبروتوكول وقعت منذ توقيعه، وقد كانت الاشتباكات الأرمنية الأذربيجانية في عام 2016 الخرق الأبرز. وامتدت الاشتباكات أيضًا إلى الحدود الأرمنية الأذربيجانية خارج ناغورنو كاراباخ، والتي كانت أبرزها المواجهات الحدودية في أعوام 2012 و2014 و2018.
تقع مقاطعة توفوز، الموقع الذي شهد المواجهات الرئيسية، قبالة مقاطعة تافوش الأرمنية، في شمالي غربي الأراضي الحدودية الأذربيجانية، إلى جانب خط سكة حديد باكو - تبليسي – قارص وخط أنابيب باكو سوبسا وخط أنابيب باكو تبليسي جيهان وخط أنابيب القوقاز الجنوبية وممر الغاز الجنوبي. ويعد ممر الغاز الجنوبي خط أنابيب رئيسي يحمل الغاز الطبيعي من أذربيجان إلى تركيا وأوروبا عبر جورجيا، ويقع على بعد 78 كم غرب بلدة توفوز.

## مخطط زمني

### 12 يوليو
ليس واضحًا السبب الرئيسي للمواجهات الأولية. عند الساعة 08:16، أعلنت وزارة الدفاع الأذربيجانية أنه ابتداء من بعد ظهيرة ذلك اليوم «أطلقت وحدات من القوات المسلحة الأذربيجانية، في خرق شديد لوقف إطلاق النار من جهة إقليم توفوز على الحدود الأذربيجانية الأرمينية، نيرانها على مواقعنا باستخدام المدفعية». وفقًأ لمذيع قناة ميدان الأذربيجانية، حبيب منتظر، أطلقت نيران مدفعية أيضًا من مقاطعة جورانبوي، إلا أنه لم ترد تأكيدات حول ذلك. في شهر ديسمبر من عام 2020، أعلن رئيس أرمينيا الأسبق روبيرت كوتشاريان أن القوات المسلحة الأرمينية كانت قد أطلقت شرارة المواجهات بهجومها على الأراضي الأذربيجانية. في شهر يونيو من عام 2021، أدلى الرئيس الأرمني الأسبق الآخر، سيرج سارغسيان بتصريحات مماثلة، وأضاف أيضًا أنها «لم تترك ببساطة لأذربيجان أي خيار، وأنه توجب عليها الرد»، في إشارة إلى حرب ناغورنو كاراباخ 2020.
ومن ثم، عند الساعة 55:16، نشرت شوشان ستيبانيان، السكرتيرة الإعلامية لوزير الدفاع الأرميني ديفيد تونويان، تصريحًا مكتوبًا على صفحتها الشخصية على موقع فيسبوك. وفقًا لستيبانيان، عند نحو الساعة 30:12، حاول جنود القوات المسلحة الأذربيجانية عبور الحدود الأرمينية في عربة يو إيه زي لأسباب غير معروفة. بعد الإنذار من قبل الجانب الأرمني، خرج الجنود الأذربيجانيون من عربتهم وعادوا إلى مواقعهم. عند الساعة 45:13 كرر جنود القوات المسلحة الأذربيجانية المحاولة لاحتلال موقع حدودي تابع للقوات المسلحة الأرمينية، مستخدمين هذه المرة نيران مدفعية، إلا أنهم تعرضوا لضغط من قبل الجانب الأرمني، وأرغموا على الانسحاب. وفقًا لستيبانيان، دمرت العربة التي كان الجنود الأذربيجانيون يسيطرون عليها في السابق بعد مدة قصيرة.
بعد ذلك، عند الساعة 20:17، أصدرت وزارة الدفاع الأذربيجانية بيانًا حول الحادثة. وفقًا للبيان، فإنه «نتيجة للإجراءات المناسبة التي اتخذت، تعرض العدو لضربات وأرغم على الانسحاب بعد تعرضه لانسحاب». ردًا على بيانات أصدرتها ستيبانيان متعلقة باتهامات يو إيه زي، ذكر الجانب الأذربيجاني أنه «إذا أراد الجيش الأذربيجاني عبور حدود أرمينيا، فإنه لن يفعل ذلك مستخدمًا سيارات، بل عربات مدرعة»، وأشار إلى حقيقة أن «مهمة حماية الحدود مع أرمينيا في مقاطعات قازاخ وأجستافا وتوفوز وجاداباي وداشكاسان قد انتقلت من وزارة الدفاع إلى دائرة حدود الدولة»، وأشار إلى أن ذلك «يؤكد أنه ليس ثمة أهداف عسكرية لأذربيجان على الحدود».
ونشرت وسائل الإعلام الأذربيجانية المحلية تسجيلًا زعم أنه سجل من قبل مدنيين مجاورين. في التسجيل، كان الجنود الأذربيجانيون يصرخون «إلى الأمام يا جنود أذربيجان»، مع سماع أصوات إطلاق رصاص في الخلفية.
وذكرت وزارة الدفاع الأذربيجانية في 13 من شهر يوليو أن القوات الأرمينية قد شنت هجمات على مواقع أذربيجانية في مقاطعتي شاهبوز وجولفا بواسطة أسلحة من العيار الثقيل عند الساعة 45:22.
عند الساعة 50:22، ذكرت شوشان ستيبانيان أن «القوات الأذربيجانية قد استأنفت القصف من بنادق قاذفة عيار 82 مم باتجاه موقعنا ذاته من الدبابة». أُكد هذا التقرير من قبل حبيب منتظر الذي كتب أن «الأوضاع من جهة إقليم توفوز قد ازدادت تأزمًا. وسمعت أصوات نيران مدفعية على كل الجبهتين» على حسابه على تويتر.

### 13 يوليو
ذكرت وزارة الدفاع الأذربيجانية أن المواجهات من جهة شاهبوز جولفا قد توقفت. ووفقًا للتقرير، فقد أسفر استخدام قذائف صاروخية الدفع والذخائر المحرقة من قبل القوات الأرمنية عن حرق قرابة 5 هكتار «0.050 كم مربع» من المناطق البرية.
عند الساعة 30:1، نقلت وكالة أنباء أربيجان الحكومية أذرتاج أن القوات الأرمنية كانت تقصف أغدام وتوفوز بمدفعية من عيار 120 مم. وردًا على تلك التقارير، ذكرت ستيبانيان أن القوات الأرمنية كانت تستهدف «البنية التحتية الهندسية والوسائل التقنية للقوات المسلحة الأذربيجانية» فقط.
عند نحو الساعة 00:14، قال رئيس هيئة الصحافة في وزارة الدفاع الأذربيجانية، العقيد فاغيف دارغالي، «أن مواقع أرمينيا وقواعدها ومدفعيتها ومدرعاتها وقوتها البشرية [في عمق البلاد] تعرضت لضربات» في الصباح. يظهر فيديو نشرته وزارة الدفاع الأذربيجانية قاعدة عسكرية أرمنية تتعرض لتدمير من قبل نيران المدفعية الأذربيجانية.
عند نحو الساعة 00:17، كتبت ستيبانيان أن «القوات المسلحة الأذربيجانية قد أطلقت 3 قذائف من بندقية قاذفة عيار 120 مم باتجاه قرية تشيناري». ووفقًا لها، سقطت إحدى القذائف على المنزل، وقذيفتين أخريين في حديقة. نفت وزارة الدفاع الأذربيجانية هذه المزاعم وذكرت أن «الجانب الأذربيجاني لا يطلق النار على المدنيين والمستوطنات المدنية».
عند الساعة 45:18، ذكر دارغالي أن القوات المسلحة الأرمنية «قد أطلقت النيران على قريتي أغدام ودوندار كوسكو في مقاطعة توفوز باستخدام هاون وهاوتزر عيار 122 مم D-30) 2A18) عيار 120 مم»، وشاركت وسائل الإعلام الأذربيجانية صورًا للبيوت المتضررة. ووفقًا للمعلومات التي قدمتها بلدية أغدام فإن «النساء والأطفال والمسنين قد نزحوا عن القرية»، إلا أن «بعض المقيمين بقوا».

### 14 يوليو
عند نحو الساعة 30:5، نقلت وسائل الإعلام المحلية الأذربيجانية أن وحدات أرمينية قد أطلقت على المواقع الأذربيجانية باستخدام أسلحة من عيار ثقيل منذ الساعة 00:3 حتى الساعة 00:4. وذكر الصحافيون الأذربيجانيون في المنطقة وقوع المزيد من الاشتباكات نحو الساعة 00:7. عند الساعة 21:7، كتب رئيس هيئة القيادة والقدرة البشرية في جامعة فازغين سارجسيان العسكرية التابعة لوزارة الدفاع الأرمينية، أرتسرون هوفهانيسيان أن «الليلة مضت بهدوء نسبي»، على الرغم من مزاعم وسائل الإعلام الأذربيجانية. ونقل الصحافيون الأذربيجانيون أنه «بعد عدة دقائق من الصمت، خرق وقف إطلاق النار مجددًا عند الساعة 15:8».